# Контрацепция

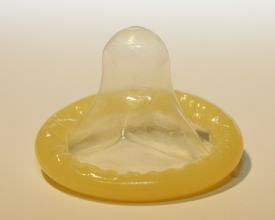
Мужской презерватив

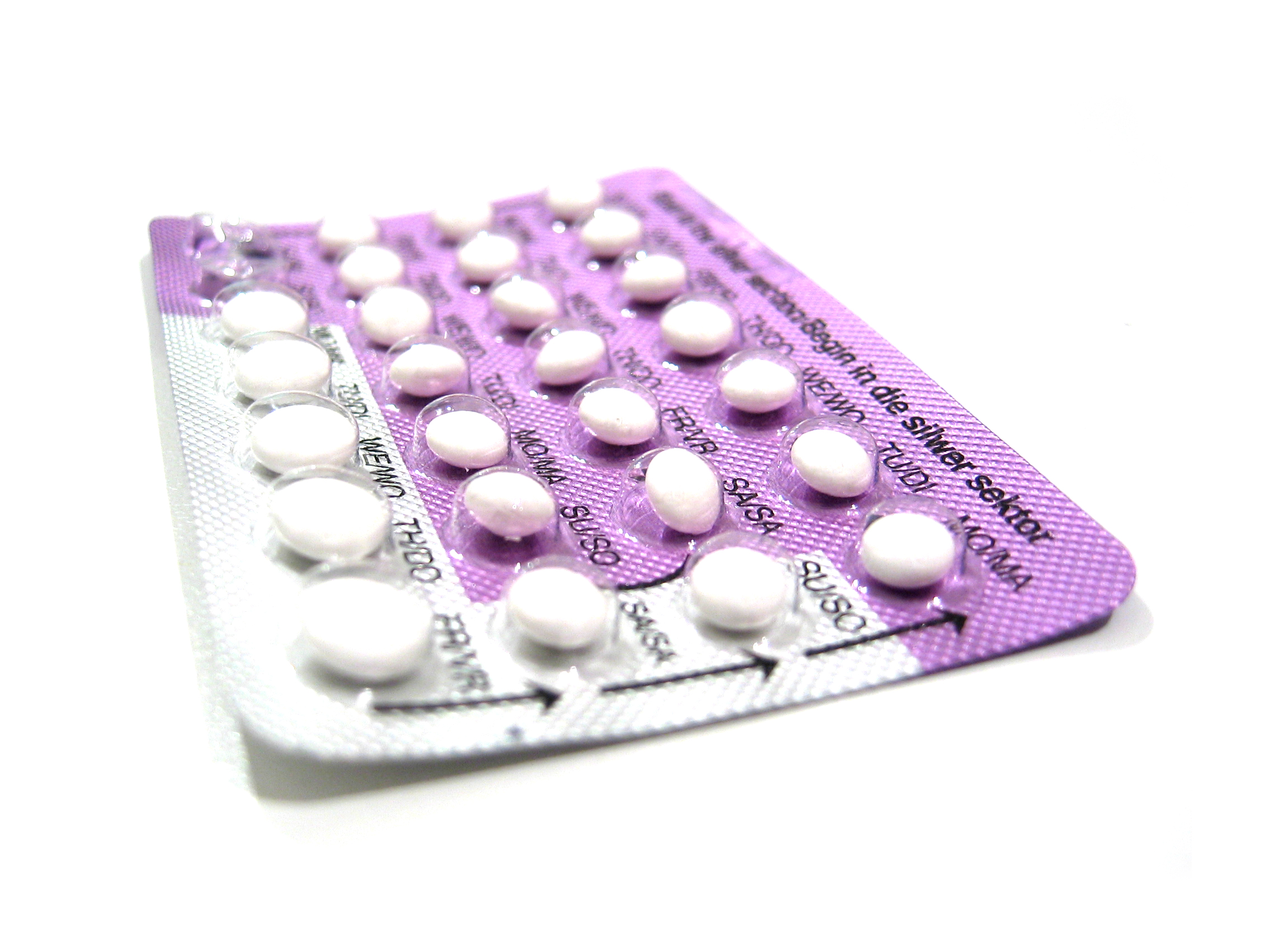
Блистер с таблетками комбинированного гормонального орального контрацептива

Контрацепция (от новолат. contraceptio — противозачатие) — предохранение от зачатия, использование приспособлений или методик, которые позволяют избежать беременности механическими (презервативы, шеечные колпачки и другое), химическими и другими противозачаточными средствами и способами. Контрацептивы выпускаются как для мужчин, так и для женщин.
Некоторые методы безопасного секса (в частности, презерватив) помогают значительно снизить вероятность заражения ВИЧ, венерическими и иными заболеваниями, передающимися половым путём. Экстренная контрацепция (т. н. "пожарная" контрацепция) может предотвратить беременность, если принята в течение 72-120 часов после незащищённого полового акта, однако не даёт 100% гарантии и не может применяться чаще 1-2 раза в год.
Контрацептивы использовались людьми с древнейших времён, однако приемлемо-безопасные способы появились лишь в XX веке. Во Франции начали ограничивать рождаемость с помощью контрацепции ещё в середине XVIII века, гораздо раньше, чем другие народы Европы. В некоторых странах ограничен или запрещён доступ к противозачаточным средствам из-за моральных, религиозных или политических воззрений.

## Значение контрацепции
Репродуктивный период женщины достаточно продолжителен, а желаемое число детей невелико, поэтому значительное время ей приходится уклоняться от нежелательного рождения. Для этого используются либо методы, предохраняющие от зачатия (планирование семьи), либо прерывание уже наступившей беременности (искусственный аборт). В России используют контрацепцию 80 или больше процентов пар. При этом 65 % женщин и 70 % мужчин указали на применение современных методов контрацепции. Однако неудовлетворённая потребность в планировании семьи в России составила 9–10 % (для сравнения, в Венгрии — 4 %, Испании и Франции — 3 %, Бельгии — 2 %). Эта часть населения формирует группу риска нежелательной беременности и аборта.

## Методы контрацепции
Для оценки эффективности метода контрацепции служит индекс Перля, показывающий, сколько женщин из ста забеременели, используя тот или иной метод контрацепции на протяжении одного года. Несмотря на большой разброс значений индекса Перля в различных источниках (что во многом обусловлено тем, какие факторы учитываются при исследовании), этот показатель — неплохой ориентир при выборе контрацептивного метода. Без контрацепции при незащищённом половом акте индекс Перля составляет 80—85.
Надёжность большинства методов предохранения зависит, главным образом, от правильности использования. Некоторые методы, такие как температурный метод, требуют самодисциплины и отрегулированного распорядка дня.
В случае с экстренной контрацепцией (т. н. "пожарная" контрацепция) предотвращение беременности возможно, если таблетка принята в течение 72-120 часов после незащищённого полового акта, однако это не даёт 100% гарантии и не может применяться чаще 1-2 раза в год.

### Биологические методы контрацепции
Женщина определяет наиболее благоприятный для зачатия период и воздерживается от занятий сексом в эти, так называемые, «опасные дни», или же использует в фертильные дни другие методы контрацепции, например, презерватив.
К естественным методам контрацепции можно также отнести предохранение методом прерванного полового акта (лат. coitus interruptus).
| Метод                                                  | Описание | Индекс Перля |
| ------------------------------------------------------ | --- | ------------ |
| Температурный метод                                    | Измерение базальной температуры и ведение графика | 0,8 — 3      |
| Цервикальный метод (метод Биллинга)                    | Наблюдения за изменением влагалищных выделений | 5            |
| Симптотермальный метод                                 | Сочетает в себе температурный и цервикальный методы | 0,3          |
| Календарный метод                                      | Определение фертильного периода женщины и воздержание от секса в этот период | 25 — 40      |
| Измерение уровня гормонов с помощью специального теста | Измерение концентрации ЛГ и ФСГ в утренней моче | 5 — 6        |
| Прерванный половой акт                                 | Мужчина извлекает половой член из влагалища прежде, чем у него произойдёт эякуляция | 4 — 18 (27)  |
| Метод лактационной аменореи (МЛА)                      | Контрацептивный эффект грудного вскармливания в течение 6 месяцев после рождения ребёнка (можно рассчитывать на его эффективность только при соблюдении всех условий кормления — ребёнок должен получать исключительно грудное молоко без допаивания и докорма смесями, полностью опорожняя грудь матери; эффективность постепенно снижается после родов) У большинства женщин после рождения ребёнка исчезает пробка из слизи, которая защищает от проникновения сперматозоидов. Происходит активация яичников сразу же и появляются все шансы забеременеть. Скорее всего эффект данного метода состоял в отсутствии любого полового акта из-за послеродового восстановления. | 2 — 3        |

### Барьерные методы
Целью барьерных (механических) методов контрацепции является предотвращение встречи яйцеклетки со сперматозоидом.
| Метод                         | Описание | Индекс Перля     |
| ----------------------------- | --- | ---------------- |
| Для мужчины:                  | |                  |
| Презерватив                   | Чехол из тонкой резины (чаще латекса), надеваемый на пенис, в котором остаётся сперма после эякуляции                 | 2 — 12 2 — 18 18 |
| Для женщины:                  | |                  |
| Женский презерватив (Фемидом) | Вставляемая во влагалище трубка из полиуретана или латекса; защищает от ВИЧ и ЗППП                                    | 5 — 25           |
| Диафрагма                     | Препятствует проникновению сперматозоидов в матку                                                                     | 6 — 20           |
| Маточный колпачок             | Колпачок из латекса или силикона, прикрывающий шейку матки; более надёжен при одновременном использовании спермицидов | 9 — 20           |

В данный момент презерватив и фемидом (женский презерватив) — единственные средства контрацепции, которые предохраняют от заболеваний, передающихся половым путём, в том числе ВИЧ-инфекции, поэтому ими можно пользоваться также дополнительно к другим (гормональным, химическим) контрацептивным методам («безопасный секс»). При этом наравне с защитой от инфекций повышается контрацептивный эффект.

### Гормональная контрацепция
Гормональные препараты действуют по-разному, в зависимости от их состава. Комбинированные оральные контрацептивы (КОК) подавляют овуляцию (то есть препятствуют созреванию и выходу яйцеклетки), кроме того сгущают цервикальную слизь, делая тем самым шейку матки непроходимой для сперматозоидов, а также изменяют слизистую оболочку матки, так что оплодотворённая яйцеклетка не может к ней прикрепиться. Принцип действия мини-пили (таблетки, содержащие только прогестин в небольших количествах) другой — они не подавляют овуляцию, а лишь воздействуют на цервикальную слизь и препятствуют закреплению оплодотворённой яйцеклетки в матке.
| Метод                                      | Описание | Индекс Перля                     |
| ------------------------------------------ | --- | -------------------------------- |
| Комбинированные оральные контрацептивы     | Содержат эстроген и прогестин                                                                                      | 0,1 — 0,9                        |
| Мини-пили                                  | Содержат только прогестин, не имеют побочных эффектов эстрогенов                                                   | 0,5 — 3                          |
| Гормональные инъекции                      | Внутримышечные инъекции каждые 3 месяца; содержат прогестин                                                        | 0,3 — 1,4                        |
| Норплант                                   | Вставляемые под кожу имплантаты; содержат левоноргестрел                                                           | 0,5-1,5                          |
| Гормональное кольцо НоваРинг               | Гибкое контрацептивное кольцо; содержит небольшие дозы эстрогена и прогестагена                                    | < 1, 0,4 — 0,65                  |
| Гормональный пластырь Евра                 | Тонкий пластырь; подаёт синтетические гормоны (эстроген и прогестин) в организм через кожу в кровоток              | 0,4 — 0,9                        |
| Гормональная внутриматочная спираль Мирена | Содержит левоноргестрел                                                                                            | 0,1 — 0,5                        |
| Посткоитальная контрацепция                | Контрацептивные мероприятия проводятся после непредохраненного полового акта; не путать с медикаментозным абортом! | 1 — 5 (Метод Юзпе); 2 (Постинор) |

В 2019 году американские учёные разработали пластырь с микроиглами. При наклеивании пластыря иглы из рассасывающегося пластика отрываются и остаются под кожей, после чего медленно высвобождают левоноргестрел (англ. levonorgestrel).
Недостатки гормональных контрацептивов:
1. Они не защищают от венерических болезней.
2. Долгий приём контрацептивов может увеличить риск развития ряда болезней (кандидоза, тромбоза вен, венозной тромбоэмболии[19]), инфаркта, инсульта[20], в том числе онкологических (рака молочной железы, аденокарциномы шейки матки, рака печени[21]).
3. Приём противозачаточных таблеток должен быть долгим и постоянным, что требует большой внимательности и издержек.
4. Каждая пропущенная таблетка увеличивает риск наступления беременности.
5. В некоторых случаях могут проявляться побочные явления — такие, как тошнота, головокружения, рвота, головные боли, нагрубание молочных желез, прибавка веса.

Существует две группы противопоказаний для назначения КОК — абсолютные и относительные. Абсолютные противопоказания соответствуют IV категории приемлемости методов контрацепции по рекомендациям ВОЗ, относительные — III категории. При абсолютных противопоказаниях принимать КОК нельзя никогда, при относительных — с оговорками, например, возможно применение только низкодозированных препаратов короткими курсами.
Относительные противопоказания:
1. Артериальная гипертензия средней тяжести. Варикозное расширение вен. Сильные головные боли или мигрень, появившаяся на фоне приёма КОК. Психические заболевания, сопровождающиеся депрессией, эпилепсия. Отосклероз.
2. Рак молочной железы в прошлом (без проявлений в течение 5 лет).
3. Плановое хирургическое вмешательство (за 4 недели до операции).
4. Серповидноклеточная анемия.
5. Острый мононуклеоз.
6. Курение более 15 сигарет в день в возрасте старше 35 лет.

Абсолютные противопоказания:
1. Тяжелые заболевания сердечно-сосудистой системы, сосудов головного мозга (ИБС, инфаркт миокарда в анамнезе, расстройства мозгового кровообращения, церебральная ишемия).
2. Тромбофлебиты в настоящее время или в прошлом.
3. Тяжелая форма артериальной гипертензии.
4. Тяжелые заболевания печени в настоящее время или в прошлом, если функциональные показатели печени не вернулись к норме.
5. Мигрень с очаговой неврологической симптоматикой.
6. Злокачественные опухоли молочных желез и половых органов или подозрение на их наличие.
7. Вагинальные кровотечения по неустановленной причине.
8. Порфирия.
9. Выраженная гиперлипопротеинемия.
10. Сильный зуд или герпес, возникавшие во время прошлой беременности или при лечении стероидными средствами.
11. Сахарный диабет при наличии ретинопатий.
12. Беременность.
13. Период грудного вскармливания.

Пока ещё не существует гормональных препаратов для мужчин, однако учёные активно работают в этом направлении и проводят первые тесты. Проблема создания гормонального препарата для мужчин заключается в том, что для подавления механизма выработки сперматозоидов требуется гораздо большая доза гормонов, что означает более сильную нагрузку на организм мужчины.
Очень многообещающим негормональным мужским противозачаточным средством для мужчин является триптонид,  который выделен из Tripterygium Wilfordii. Однократные ежедневные пероральные дозы триптонида вызывают у сперматозоидов минимальную подвижность и, как следствие, мужское бесплодие через 3—4 недели. После прекращения лечения фертильность возвращается примерно через 6 недель, не влияя на потомство. Никаких заметных токсических эффектов ни при краткосрочном, ни при долгосрочном лечении триптонидом выявлено не было. По состоянию на 2021 год, это только экспериментальный препарат и требуются длительные клинические испытания для его одобрения.
В препаратах для женщин доза гормонов варьируется в зависимости от фазы менструального цикла, тем самым уменьшая нагрузку на организм. В мужской физиологии не существует механизмов, подавляющих выработку сперматозоидов на время, как, например, прекращение созревания яйцеклеток во время беременности или контрацептивный эффект грудного вскармливания. Эти от природы заложенные в организме женщины механизмы позволяют более безболезненно вмешиваться[как?] в процесс размножения.

### Химические методы
Действие химических препаратов заключается в создании барьера для сперматозоидов (изменение цервикальной слизи или создание пены во влагалище). Выпускаются в виде шариков, паст, мазей и таблеток. Применяются местно непосредственно перед половым актом. Также, к ним относятся спермициды — вещества убивающие сперматозоиды вне организма мужчины.
Разработанный учёными из Миннесоты препарат YCT-529 (негормональные таблетка) для мужчин расширит возможности планирования семьи. Препарат действует иначе, чем женские противозачаточные. Вместо изменения гормонального фона он блокирует процесс созревания сперматозоидов, временно снижая их количество до критического минимума. Главное преимущество – обратимость: через несколько недель после прекращения приёма репродуктивная функция полностью восстанавливается. Испытания на людях с участием 50 добровольцев завершилась в 2024 году, не выявив серьёзных побочных эффектов. 
| Метод                          | Описание                                                                                              | Индекс Перля |
| ------------------------------ | --- | ------------ |
| Аэрозоли, кремы, свечи и т. д. | Вводятся во влагалище непосредственно перед половым актом (таблетки и свечи — за 10-15 минут до него) | 3 — 21       |
| Медьсодержащая ВМС             | Имплантат из меди; вставляется в матку                                                                | 0,9 — 3      |

### Внутриматочные устройства

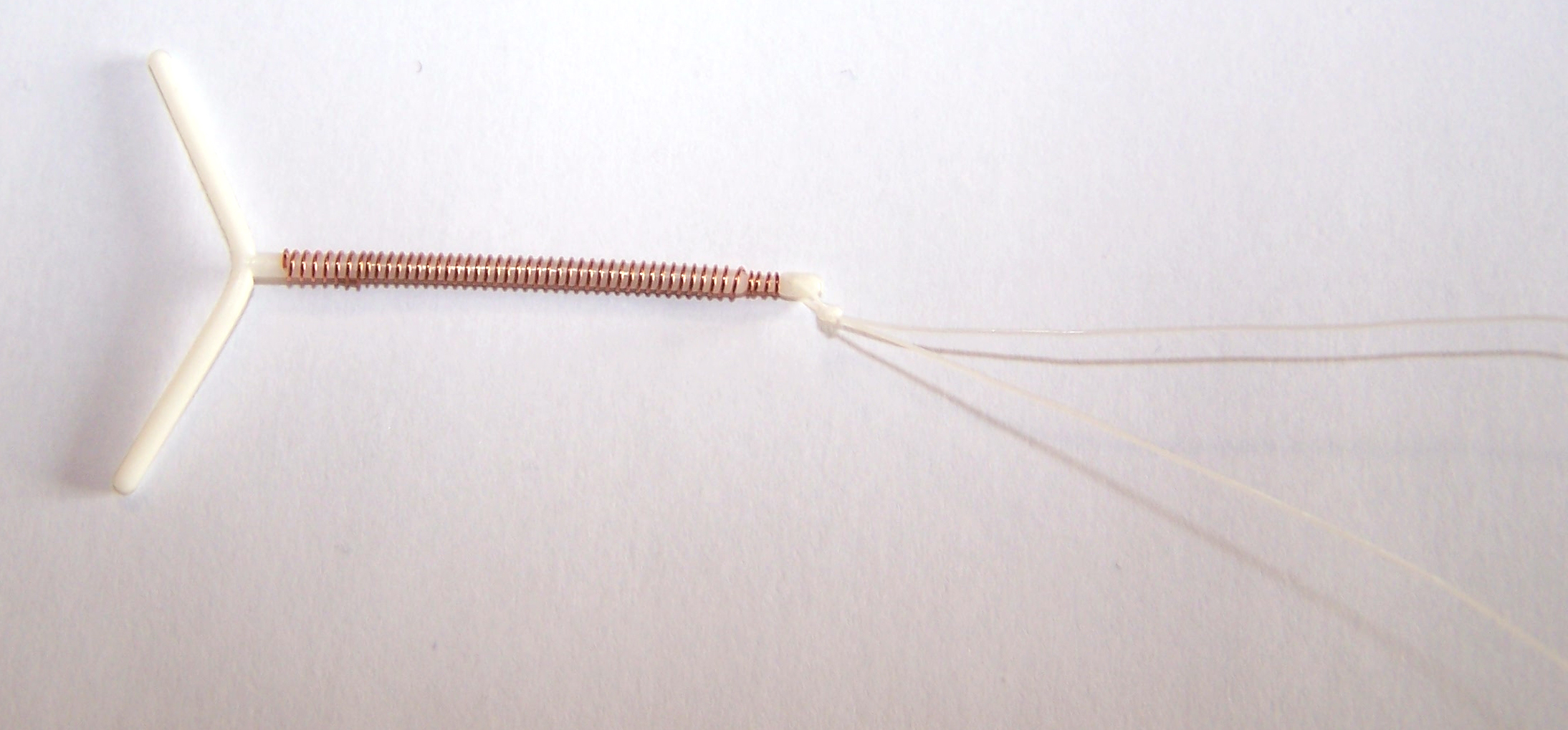
Медьсодержащая спираль

Внутриматочная спираль и другие устройства, размещаемые непосредственно в матке; в основном комбинируют механический эффект с длительным химическим действием.

### Хирургические методы
Стерилизация — лишение способности к деторождению путём хирургической операции.
| Метод                             | Описание | Индекс Перля |
| --------------------------------- | --- | ------------ |
| Вазэктомия (Стерилизация мужчины) | Несложная хирургическая процедура: 2 небольших разреза кожи и мышечного слоя мошонки, в итоге блокируется семявыносящий проток, что предотвращает попадание сперматозоидов в эякулят | 0,4          |
| Стерилизация женщины              | Более сложная операция, «перевязывание труб»; блокируется проходимость фаллопиевых труб                                                                                              | 0,01 — 0,1   |

## Контрацепция и религия
- Русская православная церковь не одобряет и не порицает применение средств контрацепции вообще, но разделяет их на абортивные, искусственно прерывающие на самых ранних стадиях жизнь эмбриона, что приравнивается к аборту и однозначно осуждается как тяжкий грех человекоубийства, и неабортивные, не связанные с пресечением уже начавшейся жизни, которые приравнивать к аборту ни в коем случае нельзя. Родители призываются к ответственному отношению за полноценное воспитание детей. Лучшим способом реализации такого отношения признаётся воздержание. Однако считается, что далеко не каждая супружеская пара способна на столь высокий подвиг. Предполагается, что решения в этой области супруги должны принимать по обоюдному согласию, прибегая к совету опытного и рассудительного духовника[25].
- Римско-католическая церковь отвергает все способы контрацепции в браке, кроме естественных биологических (за исключением прерванного полового акта)[26].
- Ислам разрешает применение контрацепции в ограниченном количестве при наличии причин, считающихся уважительными по исламу. Для обратимой контрацепции таковыми являются физическая слабость, болезнь, желание жены сохранить красоту/фигуру для мужа и др. причины. Необратимую контрацепцию разрешается применять только в том случае, если жизнь женщины в опасности, или же её здоровье находится под серьёзной угрозой[27].
- Ортодоксальный иудаизм в определённых случаях разрешает использование противозачаточных средств — в зависимости от состояния физического и психологического здоровья женщины, наличия детей, времени, прошедшего от предыдущих родов, метода предохранения. Ультраортодоксы советуются в конкретных ситуациях с раввином. Наиболее предпочтительным методом считается отказ от отношений в «опасные дни», затем — гормональные средства, спермициды и барьерные (диафрагма). Презерватив и прерванный половой акт запрещены. Заповедь «плодитесь и размножайтесь» считается выполненной, если в семье есть дети обоих полов[28].